# Dennis Lance (Doppeldecker)

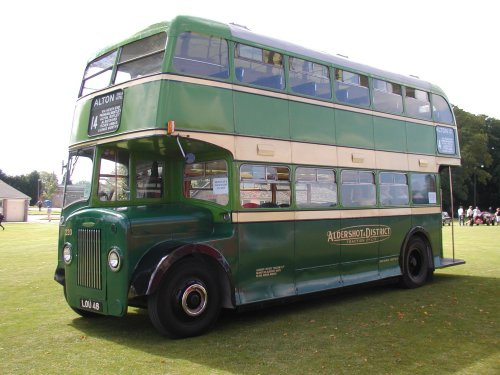
Dennis Lance K4

Der Dennis Lance  war ein Fahrgestell für Doppeldeckerbusse des britischen Nutzfahrzeugherstellers Dennis Brothers. Der Name wurde in den 1980er Jahren erneut für einen Eindeckerbus verwendet. Das parallel gebaute Eindeckermodell trug den Namen Dennis Lancet. Der Name wurde in den 1960er und 1990er Jahren erneut für Busse der Firma verwendet.

## Hintergrund
Der Lance erschien erstmals 1930, bereits 1931 vom Lance II (auch Lance 2) gefolgt. Er wurde aus dem Dennis H weiterentwickelt. Im Laufe der langen Bauzeit wurden verschiedene Varianten mit unterschiedlicher Motorisierung und Aufbauten verschiedener Hersteller produziert. Der Lance II erhielt den 5LW von Gardner, einen Fünfzylinder-Dieselmotor mit 7,0 l Hubraum.
Nach Ende des Zweiten Weltkrieges erschienen die Busse der K-Serie. Die Serie K2 bekam 1946 den 6LW von Gardner, einen Sechszylinder-Dieselmotor mit 8,4 l Hubraum. Der Lance K3 erhielt den neu entwickelten O6-Dieselmotor von Dennis. Der Motor leistete 100 bhp bei einem Hubraum von 8,0 l. Er besaß einen Vierventil-Zylinderkopf. Der K4 bekam den schon aus der Vorkriegsproduktion bekannten 5LW von Gardner. Als Getriebe wurde ein manuell zu schaltendes Fünfganggetriebe mit Overdrive verbaut. Die Ausführung des Kühlers unterschied sich zwischen K2/K3 und K4 ebenfalls.
Die Aufbauten kamen von Weymann Motor Bodies, East Lancashire Coachbuilders (East Lancs), Duple Coachbuilders und Strachan.
Mit halbseitig ausgeführtem Fahrerhaus und Einstieg am Heck entsprachen sie dem typischen Bild britischer Doppeldeckerbusse der 1930er bis 1950er Jahre. Die Bauform des Führerhauses ermöglichte eine gute Rundumsicht für den Fahrer und einen leichten Zugang zum Motor. Je nach Hersteller und Variante hatten sie eine Kapazität von ungefähr 45 bis 56 Sitzplätzen.

## Nutzung
Dennis war bis in die 1980er Jahre kein Hersteller, der große Serien von Autobussen baute. Nach Bildung der British Transport Commission infolge des Transport Act 1947 bediente Dennis vor allem den Markt der kleinen, privaten Busunternehmen. Größter Abnehmer des Lance waren Aldershot & District Traction in East Hampshire und West Surrey. Zwischen 1948 und 1952 beschaffte Aldershot 40 K3, 1954 nochmals 32 K4.